# Воскресенка (Запорізький район)
Воскресе́нка — село в Україні, у Новомиколаївській селищній громаді Запорізького району Запорізької області. Населення становить 57 осіб. До 2020 року орган місцевого самоврядування — Терсянська сільська рада.

## Географія
Село Воскресенка розташоване за 74 км від обласного центру, 18 км від селища Новомиколаївка, на правому березі річки Верхня Терса, вище за течією на відстані 1,5 км розташоване село Барвінівка, нижче за течією на відстані 3 км розташоване село Заливне. Поруч пролягає автошлях територіального значення Т 0408. Найближча залізнична станція Гайчур (за 23 км).

## Історія
7 (20) листопада 1917 року, відповідно до Третього Універсалу Української Центральної Ради, увійшло до складу Української Народної Республіки.
12 червня 2020 року, відповідно до розпорядження Кабінету Міністрів України від № 713-р «Про визначення адміністративних центрів та затвердження територій територіальних громад Запорізької області», Терсянська сільська рада об'днана з Новомиколаївською селищною громадою.
19 липня 2020 року, в результаті адміністративно-територіальної реформи та ліквідації Новомиколаївського району, село увійшло до складу Запорізького району.

## Населення

### Мова
Розподіл населення за рідною мовою за даними перепису 2001 року:
| Мова       | Кількість | Відсоток |
| ---------- | --------- | -------- |
| українська | 51        | 89.47%   |
| російська  | 6         | 10.53%   |
| Усього     | 57        | 100%     |